# Duck Hunt
Duck Hunt (japonês: ダックハント, Hepburn: Dakku Hanto) é um jogo eletrônico lançado pela Nintendo para o seu console NES, sendo um dos poucos games deste console com compatibilidade para a Zapper Light Gun, que é a pistola de luz. O jogo foi lançado oficialmente, no Japão, no dia 21 de abril de 1984, nos Estados Unidos no dia 18 de outubro de 1985, e na Europa em 15 de agosto de 1987. Com aproximadamente 28.300.000 cópias vendidas, ele aparece atualmente na 13ª posição entre os jogos mais vendidos de todos os tempos, e na segunda posição contabilizando apenas os jogos do Nintendinho (atrás apenas de Super Mario Bros.).
No mesmo ano de seu lançamento, o jogo ganhou uma versão para arcades chamada Vs. Duck Hunt, onde é possível atirar no Duck Hunt Dog, o famoso cachorro que fica rindo do player quando este erra o alvo.
Em 24 de dezembro de 2014, o game foi relançado para Virtual Console do Wii U no Japão. No dia seguinte ele foi liberado para o mundo todo. Esta versão do Wii U foi modificada para aceitar o Wii Remote no lugar do Zapper Light Gun para mirar e atirar em alvos na tela.

## Modos de jogo
Existem 3 modos no jogo: o A, o B e o Clay Shooting.

### Modo A
O objetivo do modo A é acertar todos os patos, sem deixar nenhum fugir. Aparece somente um pato por vez, e o objetivo do jogador é atirar no pato, sem deixar ele fugir. O limite de tiros por pato é de três tiros e, se o jogador errar os três, ele vai consequentemente fugir do jogador. São vários níveis. À medida que o jogador consegue passar deles, os patos vão voar cada vez mais rápido, e o jogo vai ficar cada vez mais difícil.

### Modo B
O modo B é semelhante ao A, com a diferença de haver dois patos por vez, que aparecem simultaneamente. O jogador tem que acertar os dois sem errar, para isso ele só pode errar um tiro; errando dois, um dos patos com certeza irá fugir. Assim como no A, a medida em que o jogador conclui os níveis, o jogo vai ficando cada vez mais desafiador, os patos vão ficando cada vez mais ágeis, e assim fica mais difícil capturá-los.
Por pato abatido, o jogador ganha um ponto. O jogador não perde pontos por não conseguir acertar um pato; ganha apenas um ponto do pato acertado.

### Modo C: Clay Shooting
O modo C, ao contrário do A e do B, consiste em pratos, jogados de dois em dois. O objetivo é acertar os dois pratos, sem errar nenhuma vez. É um modo mais difícil, pois os pratos são lançados para perto e para longe, e voam rápido, além deles serem bem menores que os patos, e assim como nos modos A e B, são três tiros por prato.
É o modo mais difícil de Duck Hunt. Cada prato acertado vale 1 000 pontos. Por exemplo, se o jogador acertou 8 pratos, ganhará 8 000 pontos sem desconto, pois os tiros errados não diminuem a pontuação.

## Desenvolvimento
Duck Hunt é baseado em uma versão de brinquedo eletrônico de 1976 intitulada Beam Gun: Duck Hunt, que faz parte da série de brinquedos Beam Gun. A versão de brinquedo foi projetada por Gunpei Yokoi e Masayuki Uemura para a Nintendo. A Nintendo Research & Development 1 desenvolveu Duck Hunt para o NES e para a Zapper Light Gun. O jogo foi supervisionado por Takehiro Izushi, e foi produzido por Gunpei Yokoi. A música foi composta por Hirokazu Tanaka, que fez música para vários outros jogos da Nintendo na época. A música do jogo foi representada no medley dos jogos clássicos na turnê do Video Games Live. O designer Hiroji Kiyotake criou os gráficos e personagens.

### Erros e falhas do jogo
Duck Hunt possui um erro: o nível 100 (no jogo, diz ser o nível zero). O nível começa com o Duck Hunt Dog rindo, ou seja, o primeiro pato, que nem sequer aparece, não foi acertado, e já contou como pato não capturado; o segundo aparece rapidamente em diferentes lugares, tornando assim dificílima a sua captura; o terceiro também usa os mesmos esquemas que o segundo; os outros seis patos nem sequer aparecem na rodada, e não são contados, assim dando Game Over ao jogador, impossibilitando o jogo de ser concluído.
Os gráficos do nível 100 também estão incorretos.

## Recepção
Houve pouca recepção ao seu jogo, devido ao data de seu lançamento, no meio dos anos 80. O jogo recebeu críticas boas e ao mesmo tempo algumas ruins. A Allgame, deu uma nota de 2 a 5 estrelas, devido ao jogo ser considerado uma "atração repetitiva". Já os usuários da IGN, deram uma nota positiva (8.7/10). Na comunidade Gamespot, recebeu uma nota excelente, de 9.1/10. O site 1UP deu uma nota boa também, 8.7.
Além disso a Nintendo Power considerou este jogo, um dos 200 melhores da Nintendo, ficando na posição 150.

## Super Mario Bros-Duck Hunt e outras versões
Houve uma versão do jogo, que vinha com Super Mario Bros.. A versão era um pacote composto pelos jogos Super Mario Bros. e Duck Hunt.
Houve também versões lançadas para Arcade do jogo e uma versão para Famicom.

## Super Smash Bros.
- O cachorro presente no jogo é um personagem jogável nos novos títulos da série Super Smash Bros. for Nintendo 3DS e Wii U, auxiliado por um pato, sendo coletivamente chamados pelo nome do jogo, Duck Hunt (Duo Duck Hunt na versão europeia). O personagem retorna em Super Smash Bros. Ultimate.